# سهل أباد (مشك أباد)
سهل أباد (بالفارسية: سهل‌آباد) هي قرية تقع في إيران في مركزي. يقدر عدد سكانها بـ 693 نسمة .